# Lord Howe-skovrikse
Lord Howe-skovrikse (Hypotaenidia sylvestris) er en flyveløs fugl i vandhønsfamilien, (Rallidae). Den er endemisk for Lord Howe Island, der ligger i Stillehavet 600 km øst for Australien. Det er i øjeblikket klassificeret som truet af IUCN.

## Beskrivelse
Howe-skovrikse er en lille olivenbrun fugl, med en kort hale og et nedbøjet næb. Vingerne er kastanjebrune med mørkere striber. Øjnene har en rød iris.

## Økologi
Arten lever i subtropiske skove og lever af regnorme, krebsdyr, frugt og lejlighedsvis æg fra stormfugle.
Vandhøns har fast partner gennem livet og findes normalt parvis. De er territoriale og kommer ud fra underskoven for at undersøge kilden til enhver usædvanlig støj. Et par forsvarer et territorie på cirka tre hektar, og ungerne smides ud der fra når de er vokset til. Bestanden af fugle er således begrænset af mængden af tilgængeligt område.
I 2007-08 var der omkring 250 fugle på øen, hvilket kan være den optimale bestandsstørrelse for dette område. Bestanden af voksne fugle i 2016 var 232.